# 영양막
영양막(영어: trophoblast), 영양모세포, 영양외배엽(영어: trophectoderm) 또는 바깥세포덩이(영어: outer cell mass)는 포유류 주머니배의 바깥 층을 가리킨다. 수정란에서 처음으로 분화하여 나오는 세포로 사람에서는 임신 제 1기, 수정 후 4일째에 생긴다. 배아에는 직접 기여하지 않지만 배아에 영양분을 공급하는 역할을 하며, 발생이 진행됨에 따라 배아 바깥 구조인 태반의 일부로 발달한다. 최초의 분화 이후 배아 세포들은 영양막으로 분화할 수 없으므로, 전형성능을 잃고 만능 줄기세포가 되었다고 말한다.

## 구조

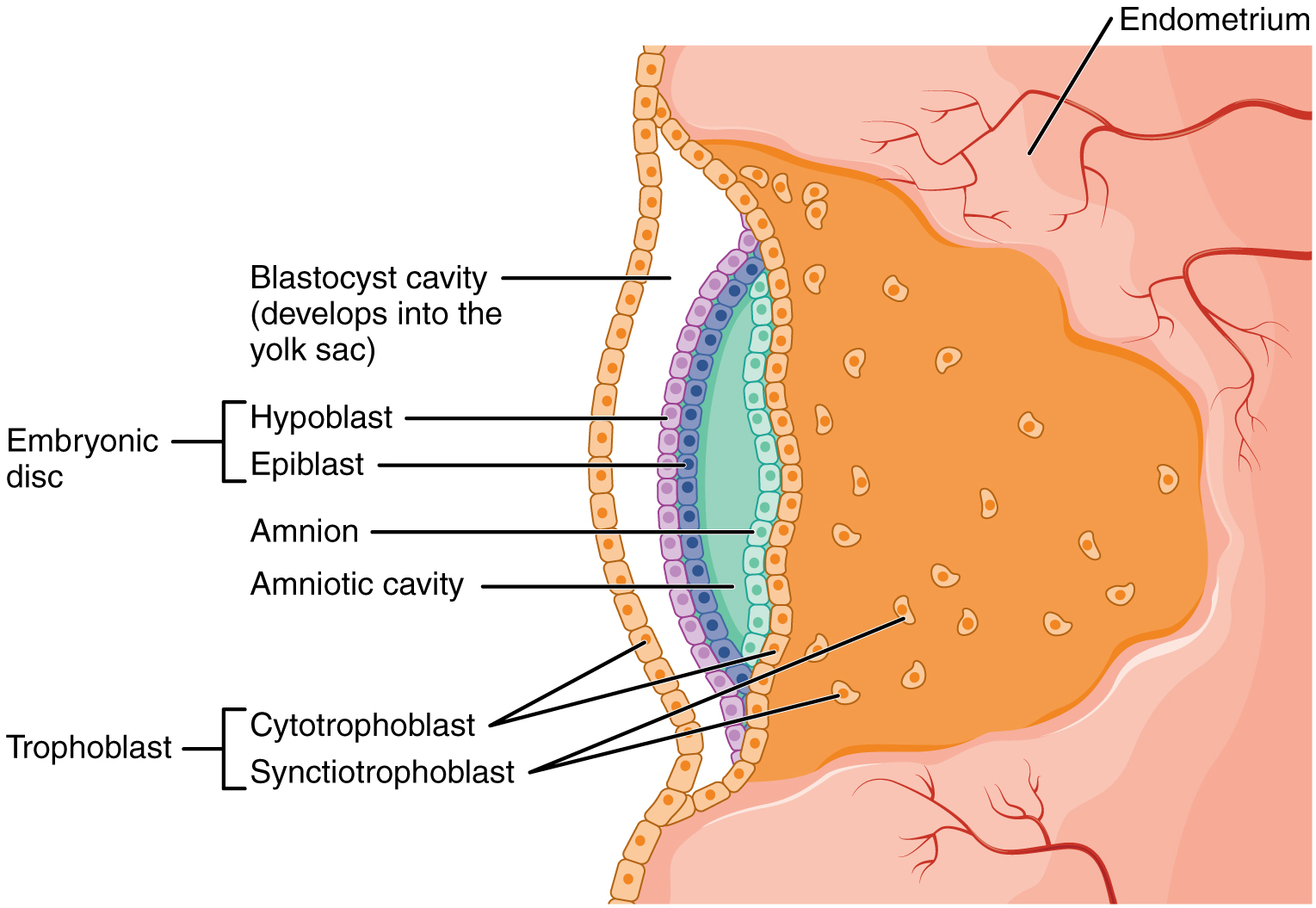
착상 시기의 영양막. 세포영양막과 융합영양막의 두 층으로 분화하였다.

영양막은 증식하여 안쪽과 바깥쪽의 두 층으로 분화한다.
- 세포영양막은 두 층 가운데 안쪽의 단일 세포 층을 가리킨다.[4]
- 융합영양막은 두 층 가운데 바깥쪽, 모체의 자궁내막과 맞닿아 자라 들어가는 층을 가리킨다. 세포 사이 경계가 사라진 합포체 형태로 되어 있어 두껍다. hCG를 분비함으로써 프로게스테론 분비를 유지하고 임신을 지속시킨다.[4]

사람의 경우 이러한 분리는 수정 후 약 6일째에 일어난다.
한편 세포영양막의 일부는 중간영양막(intermediate trophoblast)으로 발달한다.

## 기능
영양막은 착상 및 배아와 모체 자궁 탈락막의 상호작용에서 핵심적인 역할을 하는 특수한 세포이다. 영양막 세포는 태반을 이루는 중요 성분이다. 태반 융모의 가운데에는 중간엽 세포, 그리고 태아 순환계와 탯줄로 직접 연결된 혈관이 있다. 이 심지를 둘러싸고 있는 것이 바로 두 층의 영양막, 즉 세포영양막과 융합영양막이다. 합포체로 이루어진 융합영양막은 세포영양막보다 바깥에 위치하여 태반 표면을 덮고 있으며, 모체 혈액과 직접 맞닿으면서 다음 모체와 태아 사이의 영양분·노폐물·기체 교환을 촉진한다.
한편 융모 끝의 세포영양막은 융모바깥영양막이라는 다른 종류의 영양막으로 분화할 수 있다. 융모바깥영양막은 태반에서 자라 나와서 자궁 탈락막으로 침투해 들어간다. 이 과정은 태반이 모체에 물리적으로 부착하도록 만드는 데에 중요하며, 또한 자궁의 혈관 구조를 바꿈으로써 임신 동안 태아가 충분히 성장하도록 혈액을 원활하게 공급하는 것을 돕는다. 일부 영양막 세포는 심지어 자궁 나선동맥 내피세포를 대체하기도 한다. 이로써 모체의 혈관 수축과 무관하게 지름이 넓게 유지되는 통로가 만들어지므로, 태아에게 혈액을 꾸준히 공급할 수 있으며 산소 농도 변동 때문에 태반이 손상될 위험이 줄어든다.

## 임상적 의의
융모바깥영양막이 자궁으로 침투하는 것은 임신에서 매우 중요한 단계이다. 영양막이 충분히 침범하지 못하면 전자간증으로 이어질 수 있다. 반면 영양막이 너무 깊게 침투하면 유착태반을 야기할 수 있다.
임신영양막병은 융모영양막 및 융모바깥영양막 세포 때문에 발생하는 임신 관련 질환이다.
융모암종은 자궁에서 융모 세포가 형성하는 악성 종양이다.
영양막줄기세포(trophoblast stem cell, TSC)는 재생 능력이 있는 줄기세포로, 영양막 발달 초기에 생긴다는 점에서 배아줄기세포와 비슷하다. 만능줄기세포이므로 태반에서 모든 종류의 영양막 세포로 분화할 수 있다.

## 그림과 사진

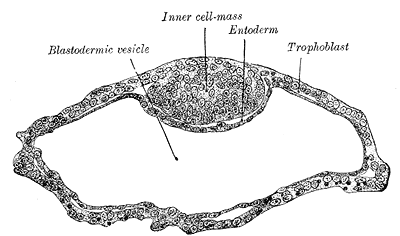
북방애기박쥐의 주머니배
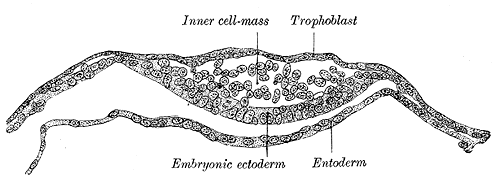
북방애기박쥐의 배아원반 단면
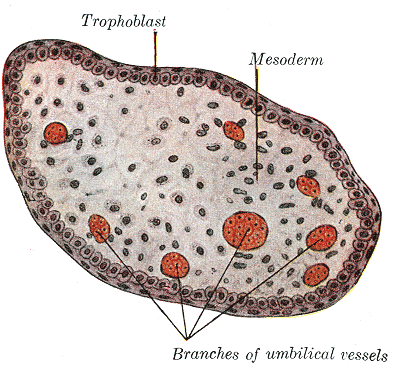
융모막융모의 가로 단면
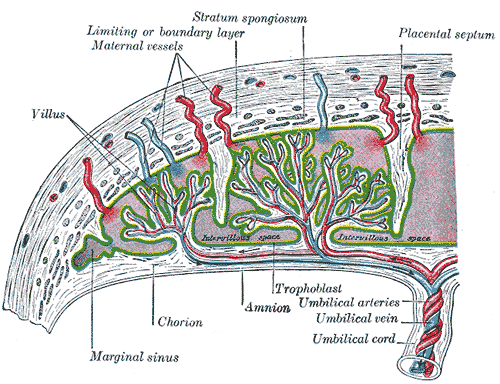
태반순환 모식도
사람 발생 초기 단계
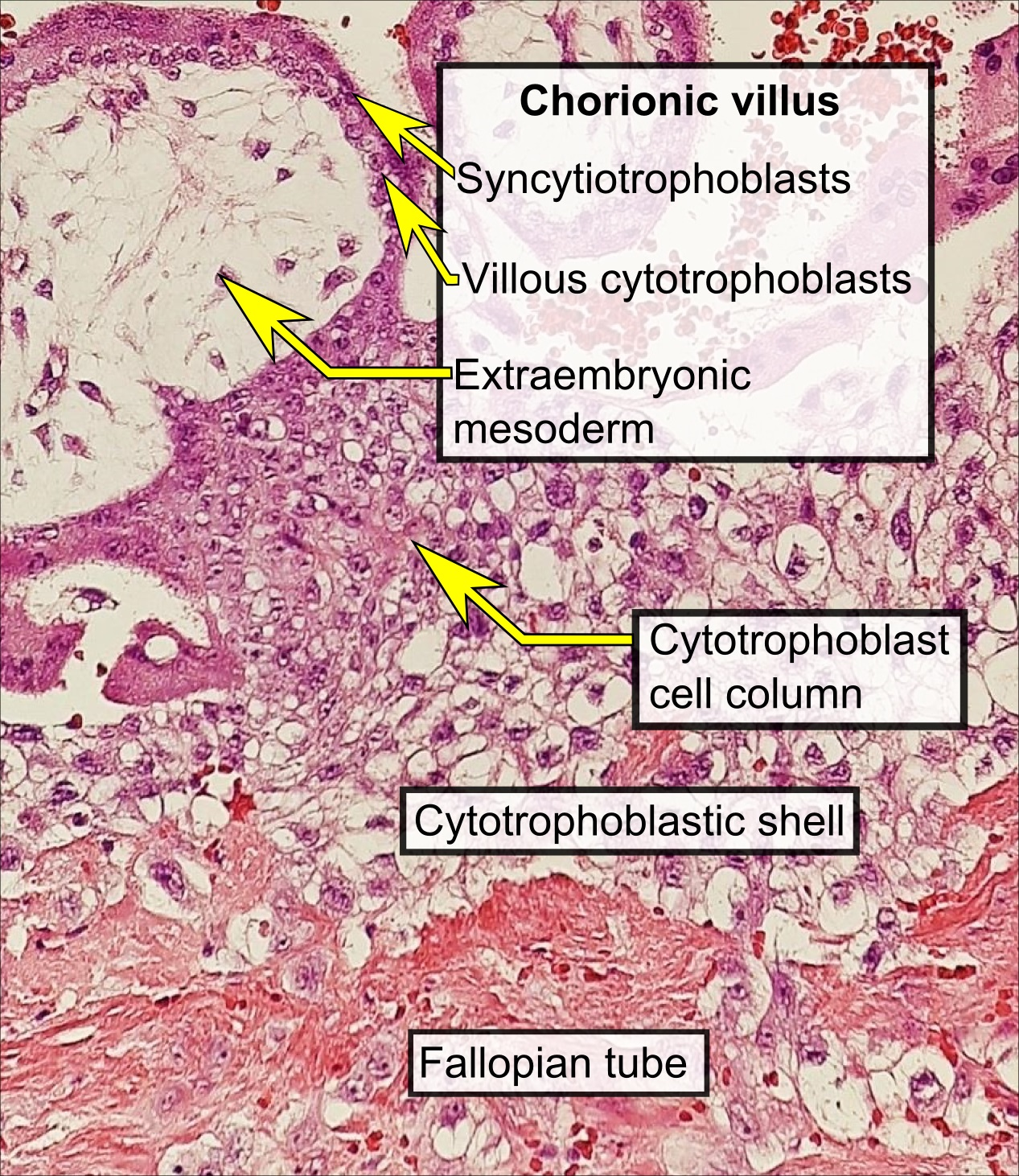
난관임신의 경우에 융모막융모의 조직병리학. 세포영양막과 융합영양막이 표시되어 있다.

## 같이 보기
- 주머니배
- 속세포덩이
- 태반
- 임신영양막병
- 포상기태